# Heinrich Otto Widmann
Heinrich Otto Widmann, ab 1910 von Widmann, (* 7. Januar 1853 in Ehningen; † 18. März 1944 in Trossingen) war württembergischer Oberamtmann und später von 1920 bis 1924 Regierungspräsident des Neckarkreises.
Der Sohn eines Lehrers absolvierte zunächst eine niedere Verwaltungslaufbahn und studierte dann von 1876 an Rechtswissenschaft und Staatswissenschaft an der Universität Tübingen, wo er Mitglied der Akademischen Verbindung Virtembergia wurde. Nach dem zweiten Staatsexamen war er ab 1880 Staatsassistent beim Oberamt Balingen und Aktuariatsverweser an drei weiteren Oberämtern. 1881 kam er als Amtmann zum Oberamt Künzelsau. 1883 wechselte er zur Regierung des Neckarkreises nach Ludwigsburg, wo er 1886 Regierungsassessor wurde. 1888 wurde er Oberamtmann beim Oberamt Münsingen, 1893 beim Oberamt Geislingen. Als Regierungsrat kam er 1894 auf die Position des Oberamtmanns am Oberamt Heilbronn. 1896 wechselte er erneut zur Regierung des Neckarkreises nach Ludwigsburg, wo er 1902 zum Oberregierungsrat, 1916 zum Regierungsdirektor und 1920 zum Regierungspräsidenten ernannt wurde. Nach Aufhebung der württembergischen Mittelinstanzen wurde er 1924 in den Ruhestand versetzt.

## Ehrungen, Nobilitierung
Heinrich Otto Widmann wurde 1900 mit dem Ritterkreuz 1. Klasse des Friedrichs-Ordens ausgezeichnet. 1910 erhielt er das Ehrenkreuz des Ordens der Württembergischen Krone, welches mit dem persönlichen Adelstitel verbunden war.